# Heri Asini
Heri Asini (en llatí Herius Asinius) va ser un itàlic nascut a Teate, i comandant dels marruquins a la guerra màrsica. Va caure en combat en una batalla contra Gai Mari l'any 90 aC.
Podria ser l'avi de Gneu Asini, cònsol l'any 40 aC, i el fundador o avantpassat conegut de la gens Asínia.